# Ryan Nelsen
Ryan Nelsen   (Christchurch, 18 d'octubre de 1977) és un exfutbolista neozelandès i posteriorment entrenador de futbol.
Destacà com a jugador del Tottenham Hotspur FC, on jugava de defensa central.
La temporada 2013-14 fou entrenador a Toronto FC.